# Mesochorus albifacies
Mesochorus albifacies är en stekelart som beskrevs av Schwenke 1999. Mesochorus albifacies ingår i släktet Mesochorus och familjen brokparasitsteklar. Inga underarter finns listade i Catalogue of Life.